# Демарсьяль, Жорж
Жорж Демарсьяль, реже Демартиаль (фр. Georges Demartial; 28 мая 1861, Булонь-сюр-Сен — 14 октября 1945, Мези-сюр-Сен) — французский публицист.

## Биография
Родился в семье предпринимателей, отец Демарсьяля торговал лесом и углем. Окончил лицей в Версале и коллеж Станислава в Париже, в 1882 г. поступил на государственную службу в секретариат по делам колоний, где успешно продвигался по службе. В 1900 г. возглавлял государственную комиссию по обследованию Мартиники. В 1904—1918 гг. государственный комиссар в Банке Индокитая, в 1918—1926 гг. государственный комиссар во Французской железнодорожной компании Индокитая и Юньнаня. Офицер Ордена Почётного легиона (1912).
С 1905 г. публиковал статьи по вопросам государственного администрирования. В 1906 г. выпустил книгу «Министерский персонал» (фр. Le personnel de ministères), в которой отстаивал системный подход к подбору кадров и выступал против фаворитизма. В 1911 г. опубликовал книгу «Административная реформа: какой она должна быть» (фр. La réforme administrative; ce qu'elle devrait être), в которой настаивал, среди прочего, на том, чтобы управление колониями строилось на делегировании наиболее успешных управленцев непосредственно из колоний в центральный аппарат.
В годы Первой мировой войны примкнул к пацифистскому движению. В 1916 г. стал одним из основателей (наряду с Шарлем Жидом и Матиасом Морхардтом) Общества документальных и критических исследований о войне (фр. Société d'études documentaires et critiques sur la guerre), и по итогам его работы опубликовал брошюру «Ответственность за войну, патриотизм и истина» (фр. Les responsabilités de la guerre, le  patriotisme et la vérité; 1920). Одной из основных идей Демарсьяля было то, что при решении вопроса об ответственности за развязывание войны нужно учитывать, кто первый прибегнул к мобилизационным мерам, а это требует специального изучения. По данным, собранным Обществом, правительство Российской империи приступило к таким мерам раньше, а следовательно, принятый Версальским конгрессом подход, возлагавший ответственность за войну на Германию, не был справедливым. Против этого подхода Демарсьяль напечатал ряд статей. В 1922 г. он опубликовал памфлет «Война 1914 года. Как проходила мобилизация убеждений» (фр. La guerre de 1914. Comment on mobilisa les consciences), в котором обрушился на призывавших к войне интеллектуалов — в частности, Эрнеста Лависса, Альфонса Олара, Виктора Баша.
Тема российской и французской ответственности за подготовку войны, замалчиваемой официальным Парижем, стала главной в брошюре Демарсьяля «Евангелие от Ке д’Орсэ» (фр. L’Evangile du Quai d'Orsay; 1926). Демарсьяль также активно печатался в пацифистском журнале Виктора Маргерита Evolution (1926—1933). В 1927 г. публикации Демарсьяля вызвали демарш со стороны Ассоциации награждённых Орденом Почётного легиона: великий канцлер Ассоциации генерал Огюст Дюбай созвал комиссию, которая в итоге приостановила на пять лет статус Демарсьяля как офицера Ордена. Это не помешало ему в 1930 г. опубликовать следующую книгу, «Миф о справедливой оборонительной войне» (фр. Le mythe de la guerre de légitime défense), развивающую всё те же идеи. За ней последовала брошюра «Легенда о мирных демократиях» (фр. La légende des démocraties pacifiques; 1939), в которой Демарсьяль настаивал на миролюбии Гитлера; как указывал Ф. И. Нотович, Демарсьяль и вся близкая к нему «группа недальновидных пацифистов» значительно помогла гитлеровской пропаганде во Франции.
Взгляды Демарсьяля встречали резкую критику со стороны официальных французских властей, и прежде всего Раймона Пуанкаре, занимавшего в годы Первой мировой войны президентский пост. Анатолий Луначарский в 1928 году солидаризировался с претензиями Демарсьяля к Пуанкаре, опираясь на его аргументацию.